# Pascale Jeannin Perez
Pascale Jeannin Perez, née le 4 octobre 1962 à Nîmes, est une femme d’affaires française, résidant en Suisse.

## Formation et débuts
Après un baccalauréat scientifique et une classe préparatoire à Nîmes, elle intègre l’École normale de Montpellier  puis l’Université d’économie de Montpellier. Elle est titulaire de plusieurs diplômes de l'Institut Français du Pétrole (IFP), notamment du module économique « Chaîne gazière et pétrolière ». Elle devient rapidement déléguée des étudiants à l’université et à la faculté. Passionnée de politique, elle adhère à 18 ans en 1981 au R.P.R. où elle prend rapidement la tête du mouvement pour les jeunes du Gard ; elle y rencontre aussi le futur député Thierry Mariani, dont elle restera très proche. Elle exerce cette responsabilité sous la tutelle de Brice Hortefeux et de Nicolas Sarkozy, alors responsable des jeunes du R.P.R. au niveau national. En 1989, elle est élue conseillère municipale de Nîmes avec Jean Bousquet. Elle y exerce un mandat de 6 ans à diverses fonctions. Elle devient vice-présidente du comité de soutien des jeunes à l'élection présidentielle de Jacques Chirac. En 1995, elle quitte définitivement la politique mais y garde des amis proches.

## Carrière et spécialisations
Elle commence une carrière professionnelle dans le secteur de l'environnement à Nîmes au sein de l'entreprise Sonevie dont elle devient par la suite Directrice Générale jusqu’à son divorce en 1997. Elle intègre ponctuellement comme consultante le groupe Vivendi Environnement, aujourd’hui Véolia, qui a racheté son ancienne entreprise, et exerce son activité pour la première fois à l’international au Liban, au Qatar et à Bahreïn. Elle travaille en relation directe avec le groupe Gemplus, aujourd'hui Gemalto, et surtout dans le domaine de l’environnement avec Global Plasma Corporation, entreprise new-yorkaise, et un consortium italien avec lequel elle remporte en 2000 le premier contrat privatisé de gestion des déchets du Royaume de Bahreïn. En 2004, elle intègre le groupe CFF, aujourd’hui Derichebourg, et assiste le président dans la stratégie de développement. Dans le cadre de la fusion des groupes CFF  et Penauille, elle devient Présidente Directrice Générale de Derichebourg Polyurbaine. Le groupe français Derichebourg est alors coté au SBF120 et réalise un chiffre d’affaires de 3 milliards d'euros. Il est dirigé par le fondateur et propriétaire Daniel Derichebourg. Elle participe à de nombreux voyages à l’étranger du Président Nicolas Sarkozy jusqu’en 2011 où elle représente son groupe aux côtés des patrons du CAC 40. Pascale Jeannin Perez quitte le groupe en 2010 pour laisser son fauteuil à Thomas Derichebourg, l’un des fils du fondateur. En 2010, elle occupe le poste de vice-présidente de Newrest, dont elle est encore aujourd’hui actionnaire aux côtés d’Olivier Sadran, le fondateur et président, qu'elle a assisté dans la stratégie de développement du groupe à l’international. En 2011, elle s'installe définitivement en Suisse avec son fils. En 2007, elle y avait créé sa propre société, International Services Corporation (I.S.C.), spécialisée dans l’environnement, l’énergie, et les rapprochements industriels. Elle développe rapidement deux bureaux de représentation, l'un à Bakou en Azerbaïdjan et l'autre à Dubaï aux Émirats arabes unis.

### Fonctions
Elle a été administratrice au Medef International sur proposition de Jean Burelle, le président, et s’implique fortement en Angola, Azerbaïdjan et au Niger jusqu'en 2010. Elle a exercé divers mandats d’administrateur et des fonctions exécutives au sein de Derichebourg Polyurbaine jusqu’en 2010, puis au sein de Newrest jusqu’en 2012. Elle est administratrice non exécutif et actionnaire de la société française Innoveox qui a mis au point avec le Centre national de la recherche scientifique (CNRS) un processus de traitement des déchets toxiques liquides. En novembre 2016, elle est nommée Chairman suisse de l’organisation paraétatique chinoise SICO qui applique la nouvelle politique de développement à l’étranger du pays, One Belt, One Road (en), la Nouvelle route de la soie, qu'elle quitte rapidement déçue par cet organisme 

### Engagement associatif
Elle participe à la commission Environnement de la fondation Clinton pendant trois années consécutives. 

Elle est active au sein de la fondation Drogba, créée à l'initiative du footballeur ivoirien, qu’elle conseille dans le cadre de ses intérêts non footballistiques.

## Affaires judiciaires
En 2009, dans le cadre d'une enquête portant sur un soupçon de favoritisme pour un contrat avec de la ville de Paris, Pascale Jeannin-Perez alors PDG de Derichebourg Polyurbaine, aurait émis, en échange du marché des encombrants, via son avocat Me Carmet, une proposition pour l'achat du club de basket au terme de laquelle elle promettait un budget de sponsoring pour la ville de Paris,,,.
En juillet 2018, elle aurait prévenu Alexandre Benalla de l'arrivée  de journalistes dans son appartement et l'aurait aidé à cacher son coffre-fort,. En janvier 2022, un procès débute auprès de la chambre civile du tribunal d’arrondissement de Nyon en Suisse contre le magazine L'Obs qui avait révélé l'affaire, pour « atteinte illicite à sa personnalité ».Un accord entre les parties est intervenu après l’audition d’Alexandre Benalla qui a démenti les faits et sa proximité avec Pascale Jeannin Perez .

## Vie privée
Pascale Jeannin Perez est issue d'une famille nîmoise. Alain Jeannin, son père, de confession protestante et dont la famille est de souche cévenole et huguenote, était chef d’entreprise dans le Gard. Passionné de vieilles autos et motos, il a créé l’écurie de sport Bultaco. Colette Jacquet, sa mère, a mené une carrière d’enseignante à Nîmes et a exercé 10 ans de mandat électoral au sein du conseil municipal de Nîmes ; elle a été décorée des palmes académiques par le sénateur-maire Jean-Paul Fournier.
Elle a une sœur et est mère d'un fils.

## Cinéma
Pascale Jeannin Perez a coproduit le film  United Passions sur l'histoire de la FIFA avec Tim Roth et Gérard Depardieu. Gérard l’entraîne également à ses côtés dans la coproduction du film controversé sur l'histoire new-yorkaise de DSK, Welcome to New York.

## Œuvres
- Michel Koutouzis et Pascale Perez, Crime, trafics et réseaux : Géopolitique de l'économie parallèle, Ellipses, juin 2012 (ISBN 978-2-7298-70140)

## Décorations
Elle a reçu l'Ordre national du Mérite en 2008  accordé par Mme Anne-Marie Idrac sous la tutelle de Mme Christine Lagarde. C’est son ami Thierry Mariani, ministre chargé des Transports sous le troisième gouvernement François Fillon, qui la lui remet en 2011.